# Stenoria laterimaculata
Stenoria laterimaculata is een keversoort uit de familie van oliekevers (Meloidae). De wetenschappelijke naam van de soort is voor het eerst geldig gepubliceerd in 1898 door Reitter.